# G-funk
G-funk (também chamado de gangsta funk ou ghetto funk) é um tipo de música de hip-hop que emergiu do gangsta rap da Costa Oeste dos Estados Unidos no princípio da década de 1990, mais precisamente de South Los Angeles, Compton, Inglewood, Watts, Long Beach, Oakland, Richmond, Hayward e Vallejo. Este sub-género foi caracterizado por um tema geralmente hedonístico que se incluía o sexo, a violência e as drogas. O G-Funk converteu-se no sub-género principal do mainstream do Hip-Hop por um espaço de tempo de quase quatro anos (desde o lançamento do álbum The Chronic de Dr. Dre em finais de 1992, até à queda da Death Row Records em finais de 1996). Entre as principais características estão o ritmo lento e dançante do funk, sintetizadores com melodias agudas, alguns vocais femininos, uso de talkbox, uso de samples de músicas de funk, soul, rare groove, bass grave, teclados, e a constante glorificação aos grupos Parliament-Funkadelik.

## História

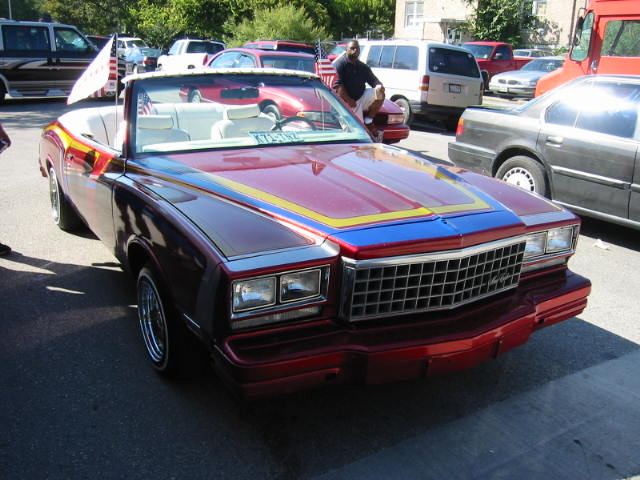
Os Lowriders são carros muito associados ao G-Funk

O G-Funk nasceu no início dos anos 1990 a partir de produtores como Dr. Dre e Cold 187, que nesta altura trabalhavam na Ruthless Records, a gravadora dos N.W.A. e dos Above The Law. Segundo Cold 187 o conceito do G-Funk foi criado por ele mesmo e foi fortemente baseado na sonoridade dos Parliament-Funkadelik, o facto do mesmo trabalhar na mesma gravadora de Dr. Dre fez com que ambos acabassem por se interessar em desenvolver o género. Em 1990 o álbum de estreia dos Above The Law, "Livin' Like Hustlers" lançou como single a música "Murder Rap", música essa produzida por Cold 187 e que teve algum impacto na altura, esta foi uma das primeiras músicas de G-Funk lançadas, feita numa altura em que Cold 187 estava ainda a desenvolver uma sonoridade nova então sem um nome específico. Um ano mais tarde em 1991, a música "Alwayz Into Somethin'" dos N.W.A (produzida por Dr. Dre) foi lançada como single no segundo álbum do grupo, o álbum "Efil4Zaggin", o álbum vendeu milhões de cópias na época, e é possível perceber que Dr. Dre já estava igualmente a dar os primeiros passos para a existência desta nova sonoridade. Apesar de ambos estes álbuns não terem uma sonoridade predominantemente de G-Funk, os Above The Law lançaram ainda em 1991 o primeiro álbum completamente estabelecido numa sonoridade predominantemente de G-Funk, o álbum "Vocally Pimpin'", este não obteve muito sucesso apesar de ser conhecido no underground do hip-hop. É também necessário destacar que rappers como DJ Quik já estavam igualmente a ter uma sonoridade bastante idêntica ao G-Funk nesta altura, mais tarde este acabaria por aderir completamente ao sub-género. 

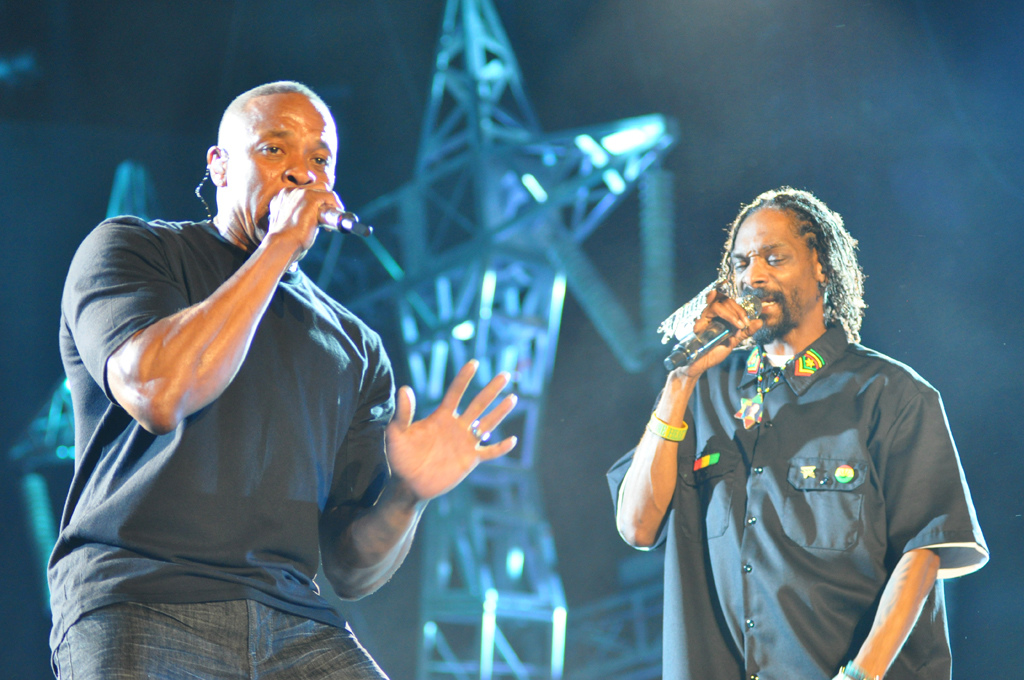
Dr. Dre e Snoop Dogg a actuarem no Coachella 2012

Apenas em 1992 com o lançamento do primeiro álbum de Dr. Dre, o álbum "The Chronic", lançado na então recém nascida Death Row Records, que o G-Funk se tornou realmente um sub-género oficial dentro do rap, os três singles do álbum obtiveram imenso sucesso no mundo da música e fizeram rappers como Snoop Dogg, Kurupt e Nate Dogg ganharem espaço para poderem começar as suas carreiras. No ano seguinte foi a vez de Snoop Dogg lançar o seu álbum de estreia pela Death Row, o álbum "Doggystyle", tendo sido na altura o álbum de rap que mais cópias vendeu numa só semana já que era bastante antecipado. Dr. Dre tinha vendido milhões de cópias com o seu álbum "The Chronic", tornando-se num dos dez músicos que mais vendeu álbuns em 1993 nos Estados Unidos, Snoop Dogg não foi excepção, vendendo tanto quando Dr. Dre e fazendo destes dois os rappers mais mundialmente conhecidos na altura. A partir de 1993, muitos rappers especialmente da Costa Oeste dos Estados Unidos começaram a utilizar o sub-género nos seus álbuns igualmente, como por exemplo os rappers Ice Cube, Eazy-E e MC Eiht. Existiu ainda um pouco de utilização do sub-género noutros locais dos Estados Unidos, como os Kriss Kross de Atlanta e Masta Ace e The Notorious B.I.G. de Nova Iorque, mas no geral cada região do país continuou com um sub-género próprio predominante, como o caso do Miami Bass e o Bounce no Sul com grupos como os 2 Live Crew, os 69 Boyz e os 95 South, e o Boom Bap e o Mafioso Rap no Este com rappers como Redman, Nas e Q-Tip.
Em 1994, o rapper Warren G (meio-irmão de Dr. Dre) lançou o seu álbum de estreia, o álbum "Regulate... G-Funk Era", vendendo vários milhões de cópia, já no ano seguinte o grupo Tha Dogg Pound lançou o álbum de sucesso "Dogg Food", lançado pela Death Row, sendo esta nesta altura a gravadora que era o pilar do G-Funk e vista por muitos como a maior gravadora de rap a nível mundial. Entre outros artistas que ajudaram a popularizar o sub-género estão os rappers E-40, Coolio, 2Pac, DJ Quik, Spice 1, Eazy-E, Too $hort, e o grupo Bone Thugs-N-Harmony, todos eles fazendo bastante sucesso comercial na época. Apesar do sub-género ter sido a sonoridade predominante no rap durante alguns anos, a partir de 1996 o G-Funk começou a cair lentamente graças à saída de Dr. Dre da Death Row Records no início do ano e também graças à da morte do rapper 2Pac no final do ano, isto levou a Death Row a deixar de ser relevante e com ela também toda a cultura hip hop da Costa Oeste dos Estados Unidos, que perdeu a maioria da sua força no mainstream da época. Até ao início da década de 2000 vários álbuns de G-Funk foram lançados, alguns desses como "2001" de Dr. Dre venderam milhões de cópias, mas mesmo assim o G-Funk e todo o Rap da Costa Oeste dos Estados Unidos acabou por lentamente desaparecer quase por completo, dando lugar a Atlanta, Nova Orleães, Nova Iorque e Houston como os principais locais no mundo do Hip Hop. Xzibit, Snoop Dogg e The Game foram os únicos rappers relevantes da década de 2000 que utilizavam o som regularmente, mas por ser considerado datado e a atenção do mainstream estar no crescimento da popularidade de sub-géneros como o Crunk e o Trap, o G-Funk desapareceu.

## Actualidade

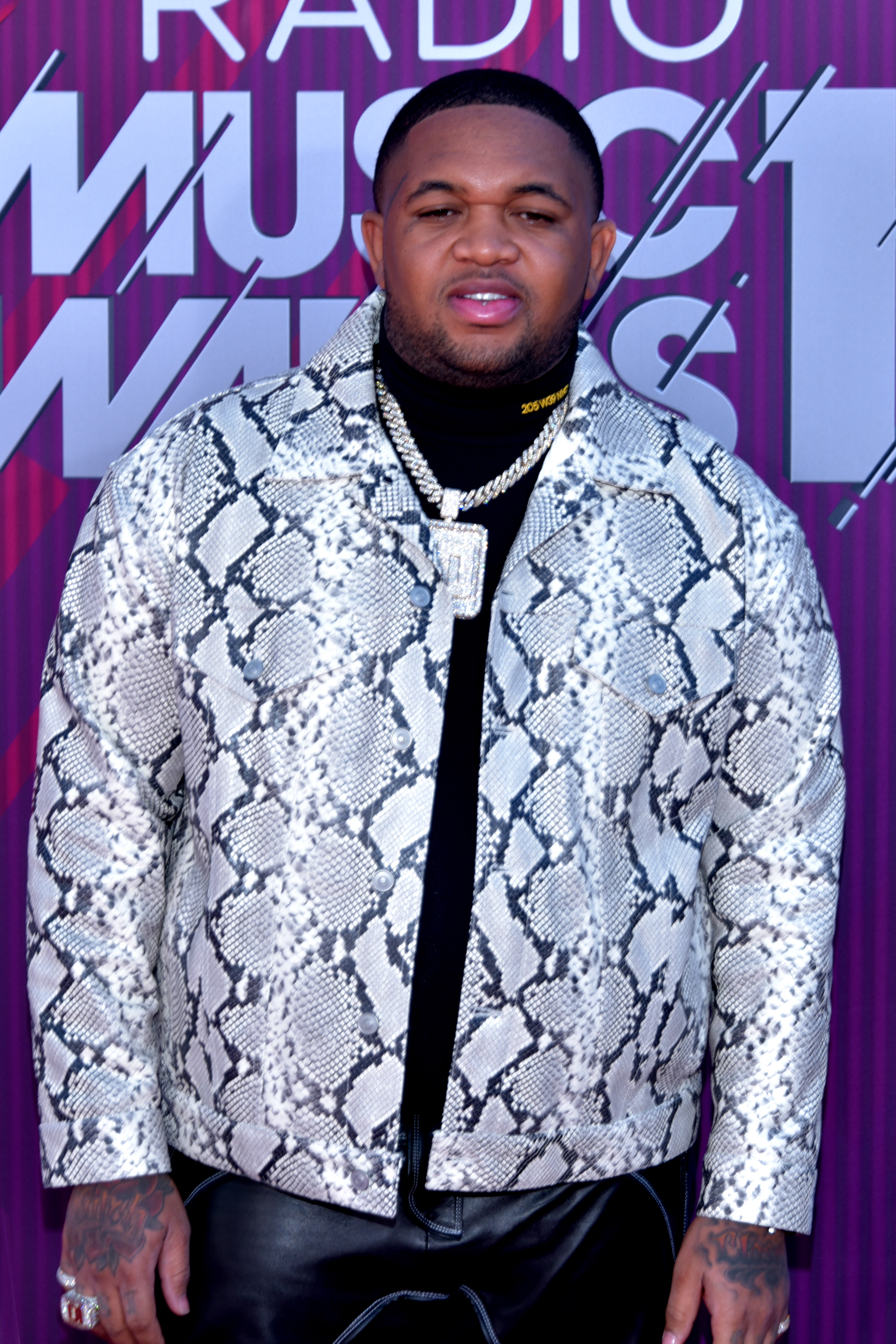
DJ Mustard trabalhou com diversos artistas famosos

A partir do inicio da década de 2010 o rap da Costa Oeste dos Estados Unidos voltou rapidamente a ser uma das principais forças dentro do mundo do Hip Hop, com rappers como Kendrick Lamar, Nipsey Hussle, Sage The Gemini, Kid Ink, ScHoolboy Q, YG, Tyler, The Creator, O.T. Genasis, Hopsin, Ty Dolla $ign, Earl Sweatshirt e Tyga a se tornarem nomes celebres dentro do mundo musical. Produtores como DJ Mustard, Cardo Got Wings e Paupa basearam-se imenso na sonoridade do G-Funk dos anos 90 para criar, juntamente com uma grande influência vinda do Trap, uma sonoridade própria modernizada do Rap da Costa Oeste dos Estados Unidos, chamada por muitos de Ratchet Music ou Jerkin'. Alguns artistas associados a esses termos são os rappers Tyga, Blueface, YG, Ty Dolla $ign e Kid Ink, mas artistas de outras regiões  também já foram associados ao termo. Rappers como Kendrick Lamar e The Game utilizam regularmente uma sonoridade idêntica ao G-Funk, mas não propriamente G-Funk já que existem diferenças notáveis apesar de existir obviamente uma influência do sub-género na música de ambos, talvez por ambos terem trabalhado com Dr. Dre. Álbuns como "Good Kid M.A.A.D. City" e "To Pimp A Butterfly" de Kendrick Lamar, "My Krazy Life" e "Still Brazy" de YG, "Oxymoron" de ScHoolboy Q e "Victory Lap" de Nipsey Hussle são alguns dos álbuns que conseguiram ter sucesso nos últimos anos que contém uma sonoridade idêntica ao do G-Funk. 
Outros artistas como Problem, AD, Iamsu!, Dom Kennedy, Kamayah e Joe Moses conseguiram também alcançar algum sucesso com um som semelhante ao do G-Funk. Apesar do tipo de produção feito por DJ Mustard ter sido norma no mundo musical num todo na primeira metade da década de 2010, com artistas desde Chris Brown e Jeremih a will.i.am e Rihanna a terem hits produzidos pelo mesmo, actualmente o rap da Costa Oeste dos Estados Unidos veio a diversificar-se ainda mais, com artistas como Roddy Ricch, 03 Greedo, Blueface, Saweetie, Guapdad 4000, Reason, Hit-Boy, Mozzy e os Shoreline Mafia a serem alguns dos novos artistas relevantes a crescer na indústria. No geral apesar do G-Funk não existir no mainstream da mesma forma que existia nos anos 90, boa parte dos rappers da Costa Oeste dos Estados Unidos têm músicos como Snoop Dogg, Eazy-E, 2Pac, Dr. Dre e Ice Cube como algumas das suas maiores influências artísticas, já que estes foram alguns dos rappers que fizeram com que a sua região fosse a principal força do rap durante um curto período de tempo.

## Portugal

Álbum "Rapública", de 1994

Em Portugal o rap chegou ao mainstream consideravelmente tarde quando comparado a outros países, sendo a primeira metade da década de 2000 a época em que o hip hop português realmente teve espaço o suficiente para ser um dos principais géneros musicais em Portugal. Com o lançamento da colectânea "Rapública" em 1994, o primeiro álbum de rap com sucesso comercial em Portugal, um dos grupos integrantes, os Black Company, conhecidos por cantarem o famoso tema "Nadar", tiveram a oportunidade de lançar um álbum no ano seguinte, o álbum "Geração Rasca". Este teve um sucesso considerável na época, sendo um dos primeiros álbuns de rap vendidos em massa em Portugal, mas não teve o mesmo sucesso e o mesmo impacto que a colectânea que tinham ajudado a fazer no ano anterior. Apesar de não abordar os mesmos temas que o G-Funk por norma abordava, este álbum tem uma sonoridade bastante idêntica, sonoridade essa que viria a estar um pouco presente novamente (apesar de em muito menos quantidade) no álbum seguinte do grupo, o álbum "Filhos da Rua", de 1998.
Graças ao atraso que existiu na comercialização em massa de rap português no mercado, na época em que o G-Funk estava no seu auge nos Estados Unidos, em Portugal ainda se viviam os primeiros passos do género no mainstream português, o que fez o sub-género nunca ter tido a oportunidade de ter grande sucesso. Apesar do sub-género ter influenciado um pouco a geração de rappers que se seguiria, artistas como Boss AC, Sam The Kid, NGA, Xeg, Valete, e entre outros, sempre foram predominantemente focados em Boom Bap e em samples de Soul e Funk no geral, e não especificamente no som característico dos Parliament-Funkadelik, tal aconteceu também com grupos como os Mind da Gap, Da Weasel e os Dealema. No seu álbum de estreia em 2018, Estraca fez questão de prestar homenagem ao sub-género com a música "G-Funk", uma parceria com a cantora Sandra Pereira, o álbum teve bastante sucesso na altura e fez Estraca ser uma das novas caras do mainstream português.

## Brasil
No Brasil, o G-Funk em si não era muito conhecido mas alguns artistas chegaram a utilizar o sub-género, como o grupo MRN no álbum seu álbum de 1994, o álbum "Só Se Não Quiser Ser...". Os Racionais MC'S não eram muito ligados ao G-Funk tal como a maioria dos outros rappers e grupos de rap no Brasil. A excepção foi o rap de Brasília, a partir de 1995, mais precisamente na cidades-satélites no entorno do Distrito Federal. Grupos como Álibi, Cirurgia Moral, Guind'art 121, Código Penal, Dj Jamaika e Kabala utilizaram em suas produções muitos elementos do G-Funk. Esse estilo dominou as produções dos discos de rap da gravadora independente Discovery na segunda metade da década de 1990. O G-Funk, que tinha uma sonoridade mais simular para grupos como os Parliament-Funkadelic, os Zapp e os The Gap Band, grupos pouco conhecidos fora dos Estados Unidos nessa época, razão pela qual existia uma falta de interesse no sub-género. Existem outros artistas no Brasil que são também notáveis dentro do sub-género, como por exemplo o rapper Nill do grupo MRN, o rapper Kuryña G-Funk e entre outros. As músicas do rapper Kuryña G-Funk são bastantes influenciadas a partir da cultura dos bairros pobres da Califórnia, como Compton, Inglewood e Watts, que incluí referências a carros lowrider, a vida de gangster e entre outras. Apesar de tudo o G-Funk nunca chegou a ser popular no Brasil, nem durante nem depois dos anos em que foi o som predominante no mundo do rap.

## Artistas Notáveis
- 213
- 2Pac
- AD
- Above The Law
- Bone Thugs-N-Harmony
- BG Knocc Out & Dresta
- Bloods & Crips
- Compton's Most Wanted
- Coolio
- Cypress Hill
- Daz Dillinger
- Del The Funky Homosapien
- DJ Mustard
- DJ Quik
- DJ Yella
- Dom Kennedy
- Domino
- Dr. Dre
- E-40
- Eazy-E
- G Perico
- Ice Cube
- Ice-T
- Jay Rock
- Joe Moses
- Jooba Loc
- Kausion
- Kamayah
- Kendrick Lamar
- King Tee
- Kokane
- Kriss Kross
- Kurupt
- Luniz
- Mac Dre
- Mack 10
- MC Eiht
- MC Ren
- Mr. Criminal
- Nate Dogg
- Nipsey Hussle
- N.W.A.
- O.F.T.B.
- OutKast
- Outlawz
- Problem
- Rappin' 4 Tay
- RJ
- Sadboy
- Sam Sneed
- Scarface
- ScHoolboy Q
- Shade Sheist
- Skee-Lo
- Snoop Dogg
- South Central Cartel
- Spice 1
- TeeCee4800
- Tha Eastsidaz
- Tha Dogg Pound
- The Dove Shack
- The Game
- The Lady Of Rage
- Thug Life
- Too $hort
- Twinz
- Ty Dolla $ign
- Vince Staples
- Warren G
- Westside Connection
- WC
- Xzibit
- YG

## Álbuns de G-Funk Notáveis
- Vocally Pimpin' (1991) dos Above The Law
- Totally Krossed Out (1992) dos Kriss Kross
- Way 2 Fonky (1992) de DJ Quik
- Music To Driveby (1992) dos Compton's Most Wanted
- The Chronic (1992) de Dr. Dre
- 'Til Death Do Us Apart (1993) dos Geto Boys
- Bangin' On Wax (1993) dos Bloods & Crips
- It's On (Dr. Dre) 187um Killa (1993) de Eazy-E
- Get In Where You Fit In (1993) de Too $hort
- Doggystyle (1993) de Snoop Dogg
- Domino (1993) de Domino
- Lethal Injection (1993) de Ice Cube
- Above The Rim (1994) de Vários Artistas
- Regulate...G Funk Era (1994) de Warren G
- It Takes A Thief (1994) de Coolio
- We Come Strapped (1994) de MC Eiht
- Murder Was The Case: The Soundtrack (1994) de Vários Artistas
- Thug Life: Volume 1 (1994) dos Thug Life
- Safe + Sound (1995) de DJ Quik
- Me Against The World (1995) de 2Pac
- I Wish (1995) de Skee-Lo
- Operation Stackola (1995) dos Luniz
- E. 1999 Eternal (1995) dos Bone Thugs-N-Harmony
- Dogg Food (1995) dos Tha Dogg Pound
- Gangsta's Pradise (1995) de Coolio
- Str8 Off Tha Streetz Of Muthaphukkin' Compton (1996) de Eazy-E
- All Eyez On Me (1996) de 2Pac
- Gettin' It (Album Number 10) (1996) de Too $hort
- Bow Down (1996) dos Westside Connection
- The Don Killuminati: The 7 Day Theory (1996) de Makaveli
- Tha Doggfather (1996) de Snoop Dogg
- Gridlock'd (1997) de Vários Artistas
- The Untouchable (1997) de Scarface
- Take A Look Over Your Sholder (1997) de Warren G

- The Art Of War (1997) dos Bone Thugs-N-Harmony
- My Soul (1997) de Coolio
- Based On A True Story (1997) de Mack 10
- Gang Related (1997) de Vários Artistas
- Retaliation, Revenge And Get Back (1998) de Daz Dillinger
- The Shadiest One (1998) de WC
- G-Funk Classics, Vol. 1 & 2 (1998) de Nate Dogg
- Da Game Is To Be Sold, Not To Be Told (1998) de Snoop Dogg
- Kuruption! (1998) de Kurupt
- War & Peace Vol. 1 (The War Disc) (1998) de Ice Cube
- Rythm-Al-Ism (1998) de DJ Quik
- Suge Knight Represents: Chronic 2000 (1999) de Vários Artistas
- No Limit Top Dogg (1999) de Snoop Dogg
- I Want It All (1999) de Warren G

- 2001 (1999) de Dr. Dre
- Tha Streetz Iz A Mutha (1999) de Kurupt
- Tha Eastsidaz (2000) dos Tha Eastsidaz
- War & Peace Vol. 2 (The Peace Disc) (2000) de Ice Cube
- Balance & Options (2000) de DJ Quik
- Space Boogie: Smoke Oddessey (2001) de Kurupt
- Duces 'N Trayz: The Old Fashioned Way (2001) dos Tha Eastsidaz
- Music & Me (2001) de Nate Dogg
- Stoned Raiders (2001) dos Cypress Hill
- Informal Introduction (2002) de Shade Sheist
- Terrorist Threats (2003) dos Westside Connection
- The Hard Way (2004) dos 213
- Cali Iz Active (2006) dos Tha Dogg Pound